# Fußball-Weltmeisterschaft der Frauen 2019/Gruppe B
| Pl. | Land        | Sp. | S | U | N | Tore    | Diff. | Punkte |
| --- | ----------- | --- | - | - | - | ------- | ----- | ------ |
| 1.  | Deutschland | 3   | 3 | 0 | 0 | 006:000 | +6    | 09     |
| 2.  | Spanien     | 3   | 1 | 1 | 1 | 003:200 | +1    | 04     |
| 3.  | China       | 3   | 1 | 1 | 1 | 001:100 | ±0    | 04     |
| 4.  | Südafrika   | 3   | 0 | 0 | 3 | 001:800 | −7    | 0      |

Gruppe B der Fußball-Weltmeisterschaft der Frauen 2019:

## Deutschland – VR China 1:0 (0:0)
| Deutschland                                       | Deutschland | VR China | VR China | Aufstellung                            |
| ------------------------------------------------- | --- | --- | -------- | -------------------------------------- |
| Deutschland                                       | \| 1. Spieltag \| \| 8. Juni 2019 um 15:00 Uhr in Rennes \| \| Zuschauer: 15.283 \| \| Schiedsrichterin: Marie-Soleil Beaudoin ( Kanada) \| \| Spielbericht \| | \| 1. Spieltag \| \| 8. Juni 2019 um 15:00 Uhr in Rennes \| \| Zuschauer: 15.283 \| \| Schiedsrichterin: Marie-Soleil Beaudoin ( Kanada) \| \| Spielbericht \|                                                 | VR China | Aufstellung Deutschland gegen VR China |
| Deutschland                                       | Almuth Schult – Kathrin Hendrich, Marina Hegering, Sara Doorsoun-Khajeh, Carolin Simon (46. Lena Oberdorf) – Svenja Huth (85. Lea Schüller), Dzsenifer Marozsán, Melanie Leupolz (63. Lina Magull), Sara Däbritz, Giulia Gwinn – Alexandra Popp Cheftrainerin: Martina Voss-Tecklenburg | Peng Shimeng – Liu Shanshan, Wu Haiyan , Han Peng, Lin Yuping – Gu Yasha, Yao Wei (46. Wang Shuang), Zhang Rui, Lou Jiahui (33. Tan Ruyin) – Yang Li (69. Song Duan), Wang Shanshan Cheftrainerin: Jia Xiuquan | VR China | Aufstellung Deutschland gegen VR China |
| Deutschland                                       | 1:0 Gwinn (66.) | | VR China | Aufstellung Deutschland gegen VR China |
| Deutschland                                       | Oberdorf (82.) | Wang Shanshan (12.), Yang Li (44.), Liu Shanshan (50.), Wang Shuang (71.) | VR China | Aufstellung Deutschland gegen VR China |
| Deutschland                                       | Spieler des Spiels: Giulia Gwinn (Deutschland) | | VR China | Aufstellung Deutschland gegen VR China |
| 1. Spieltag                                       | | |          |                                        |
| 8. Juni 2019 um 15:00 Uhr in Rennes               | | |          |                                        |
| Zuschauer: 15.283                                 | | |          |                                        |
| Schiedsrichterin: Marie-Soleil Beaudoin ( Kanada) | | |          |                                        |
| Spielbericht                                      | | |          |                                        |

## Spanien – Südafrika 3:1 (0:1)
| Spanien                                   | Spanien | Südafrika | Südafrika | Aufstellung                         |
| ----------------------------------------- | --- | --- | --------- | ----------------------------------- |
| Spanien                                   | \| 1. Spieltag \| \| 8. Juni 2019 um 18:00 Uhr in Le Havre \| \| Zuschauer: 12.044 \| \| Schiedsrichterin: María Carvajal ( Chile) \| \| Spielbericht \| | \| 1. Spieltag \| \| 8. Juni 2019 um 18:00 Uhr in Le Havre \| \| Zuschauer: 12.044 \| \| Schiedsrichterin: María Carvajal ( Chile) \| \| Spielbericht \| | Südafrika | Aufstellung Spanien gegen Südafrika |
| Spanien                                   | Sandra Paños – Marta Torrejón , Irene Paredes, María León, Marta Corredera – Amanda Sampedro (46. Lucía García), Vicky Losada (46. Aitana Bonmatí), Virginia Torrecilla, Alexia Putellas (73. Nahikari García), Mariona Caldentey – Jennifer Hermoso Cheftrainer: Jorge Vilda | Andile Dlamini – Nothando Vilakazi, Noko Matlou, Janine van Wyk , Lebohang Ramalepe – Amanda Mthandi (56. Jermaine Seoposenwe), Refiloe Jane, Kholosa Biyana, Linda Motlhalo (52. Busisiwe Ndimeni) – Thembi Kgatlana, Ode Fulutudilu (77. Leandra Smeda) Cheftrainerin: Desiree Ellis | Südafrika | Aufstellung Spanien gegen Südafrika |
| Spanien                                   | 1:1 Hermoso (69., Handelfmeter) 2:1 Hermoso (82., Foulelfmeter) 3:1 L. García (89.) | 0:1 Kgatlana (25.) | Südafrika | Aufstellung Spanien gegen Südafrika |
| Spanien                                   | Corredera (90.+4') | Vilakazi (59.), van Wyk (68.), Biyana (77.) | Südafrika | Aufstellung Spanien gegen Südafrika |
| Spanien                                   | Vilakazi (81.) | | Südafrika | Aufstellung Spanien gegen Südafrika |
| Spanien                                   | Spanien erhielt als erste Mannschaft einen Strafstoß nach Videobeweis zugesprochen | Vilakazi erhielt als erste Spielerin die Gelb-Rote Karte nach Videobeweis | Südafrika | Aufstellung Spanien gegen Südafrika |
| Spanien                                   | Spieler des Spiels: Jennifer Hermoso (Spanien) | | Südafrika | Aufstellung Spanien gegen Südafrika |
| 1. Spieltag                               | | |           |                                     |
| 8. Juni 2019 um 18:00 Uhr in Le Havre     | | |           |                                     |
| Zuschauer: 12.044                         | | |           |                                     |
| Schiedsrichterin: María Carvajal ( Chile) | | |           |                                     |
| Spielbericht                              | | |           |                                     |

## Deutschland – Spanien 1:0 (1:0)
| Deutschland                                  | Deutschland | Spanien | Spanien | Aufstellung                           |
| -------------------------------------------- | --- | --- | ------- | ------------------------------------- |
| Deutschland                                  | \| 2. Spieltag \| \| 12. Juni 2019 um 18:00 Uhr in Valenciennes \| \| Zuschauer: 20.761 \| \| Schiedsrichterin: Kateryna Monsul ( Ukraine) \| \| Spielbericht \| | \| 2. Spieltag \| \| 12. Juni 2019 um 18:00 Uhr in Valenciennes \| \| Zuschauer: 20.761 \| \| Schiedsrichterin: Kateryna Monsul ( Ukraine) \| \| Spielbericht \| | Spanien | Aufstellung Deutschland gegen Spanien |
| Deutschland                                  | Almuth Schult – Kathrin Hendrich (46. Klara Bühl), Marina Hegering, Sara Doorsoun-Khajeh, Giulia Gwinn – Lena Goeßling (80. Melanie Leupolz), Sara Däbritz, Lena Oberdorf (64. Lina Magull) – Svenja Huth, Alexandra Popp , Verena Schweers Cheftrainerin: Martina Voss-Tecklenburg | Sandra Paños – Marta Corredera, María León, Irene Paredes, Marta Torrejón – Virginia Torrecilla, Jennifer Hermoso, Silvia Meseguer (66. Patricia Guijarro) – Alexia Putellas (77. Aitana Bonmatí), Nahikari García, Mariona Caldentey (59. Lucía García) Cheftrainer: Jorge Vilda | Spanien | Aufstellung Deutschland gegen Spanien |
| Deutschland                                  | 1:0 Däbritz (42.) | | Spanien | Aufstellung Deutschland gegen Spanien |
| Deutschland                                  | Schweers (63.) | | Spanien | Aufstellung Deutschland gegen Spanien |
| Deutschland                                  | Spieler des Spiels: Sara Däbritz (Deutschland) | | Spanien | Aufstellung Deutschland gegen Spanien |
| 2. Spieltag                                  | | |         |                                       |
| 12. Juni 2019 um 18:00 Uhr in Valenciennes   | | |         |                                       |
| Zuschauer: 20.761                            | | |         |                                       |
| Schiedsrichterin: Kateryna Monsul ( Ukraine) | | |         |                                       |
| Spielbericht                                 | | |         |                                       |

## Südafrika – VR China 0:1 (0:1)
| Südafrika                                   | Südafrika | VR China | VR China | Aufstellung                          |
| ------------------------------------------- | --- | --- | -------- | ------------------------------------ |
| Südafrika                                   | \| 2. Spieltag \| \| 13. Juni 2019 um 21:00 Uhr in Paris \| \| Zuschauer: 20.011 \| \| Schiedsrichterin: Katalin Kulcsár ( Ungarn) \| \| Spielbericht \| | \| 2. Spieltag \| \| 13. Juni 2019 um 21:00 Uhr in Paris \| \| Zuschauer: 20.011 \| \| Schiedsrichterin: Katalin Kulcsár ( Ungarn) \| \| Spielbericht \|                                                    | VR China | Aufstellung Südafrika gegen VR China |
| Südafrika                                   | Kaylin Swart – Lebohang Ramalepe, Janine van Wyk , Noko Matlou, Sibulele Holweni (72. Leandra Smeda) – Thembi Kgatlana, Mamello Makhabane, Bambanani Mbane, Kholosa Biyana, Refiloe Jane (82. Linda Motlhalo) – Ode Fulutudilu (60. Jermaine Seoposenwe) Cheftrainerin: Desiree Ellis | Peng Shimeng – Liu Shanshan, Wu Haiyan , Han Peng, Lin Yuping, Wang Yan (81. Yang Li) – Gu Yasha (65. Lou Jiahui), Zhang Rui, Wang Shuang – Li Ying (78. Yao Wei), Wang Shanshan Cheftrainerin: Jia Xiuquan | VR China | Aufstellung Südafrika gegen VR China |
| Südafrika                                   | 0:1 Li Ying (40.) | | VR China | Aufstellung Südafrika gegen VR China |
| Südafrika                                   | Matlou (83.) | | VR China | Aufstellung Südafrika gegen VR China |
| Südafrika                                   | Spieler des Spiels: Li Ying (VR China) | | VR China | Aufstellung Südafrika gegen VR China |
| 2. Spieltag                                 | | |          |                                      |
| 13. Juni 2019 um 21:00 Uhr in Paris         | | |          |                                      |
| Zuschauer: 20.011                           | | |          |                                      |
| Schiedsrichterin: Katalin Kulcsár ( Ungarn) | | |          |                                      |
| Spielbericht                                | | |          |                                      |

## Südafrika – Deutschland 0:4 (0:3)
| Südafrika                                 | Südafrika | Deutschland | Deutschland | Aufstellung                             |
| ----------------------------------------- | --- | --- | ----------- | --------------------------------------- |
| Südafrika                                 | \| 3. Spieltag \| \| 17. Juni 2019 um 18:00 Uhr in Montpellier \| \| Zuschauer: 15.502 \| \| Schiedsrichterin: Sandra Braz ( Portugal) \| \| Spielbericht \| | \| 3. Spieltag \| \| 17. Juni 2019 um 18:00 Uhr in Montpellier \| \| Zuschauer: 15.502 \| \| Schiedsrichterin: Sandra Braz ( Portugal) \| \| Spielbericht \| | Deutschland | Aufstellung Südafrika gegen Deutschland |
| Südafrika                                 | Andile Dlamini – Lebohang Ramalepe, Janine van Wyk , Noko Matlou, Nothando Vilakazi – Amanda Mthandi (46. Thembi Kgatlana), Kholosa Biyana (89. Leandra Smeda), Refiloe Jane, Mamello Makhabane, Busisiwe Ndimeni – Ode Fulutudilu (46. Rhoda Mulaudzi) Cheftrainerin: Desiree Ellis | Almuth Schult – Verena Schweers (46. Carolin Simon), Marina Hegering, Sara Doorsoun, Giulia Gwinn – Sara Däbritz, Lina Magull, Melanie Leupolz, Svenja Huth (59. Linda Dallmann) – Klara Bühl (66. Lea Schüller), Alexandra Popp Cheftrainerin: Martina Voss-Tecklenburg | Deutschland | Aufstellung Südafrika gegen Deutschland |
| Südafrika                                 | 0:1 Leupolz (14.) 0:2 Däbritz (29.) 0:3 Popp (40.) 0:4 Magull (58.) | | Deutschland | Aufstellung Südafrika gegen Deutschland |
| Südafrika                                 | Ramalepe (53.), Vilakazi (58.), Mulaudzi (66.) | Magull (54.) | Deutschland | Aufstellung Südafrika gegen Deutschland |
| Südafrika                                 | Spieler des Spiels: Sara Däbritz (Deutschland) | | Deutschland | Aufstellung Südafrika gegen Deutschland |
| 3. Spieltag                               | | |             |                                         |
| 17. Juni 2019 um 18:00 Uhr in Montpellier | | |             |                                         |
| Zuschauer: 15.502                         | | |             |                                         |
| Schiedsrichterin: Sandra Braz ( Portugal) | | |             |                                         |
| Spielbericht                              | | |             |                                         |

## VR China – Spanien 0:0
| VR China                                           | VR China | Spanien | Spanien | Aufstellung                        |
| -------------------------------------------------- | --- | --- | ------- | ---------------------------------- |
| VR China                                           | \| 3. Spieltag \| \| 17. Juni 2019 um 18:00 Uhr in Le Havre \| \| Zuschauer: 11.814 \| \| Schiedsrichterin: Edina Alves Batista ( Brasilien) \| \| Spielbericht \|                                      | \| 3. Spieltag \| \| 17. Juni 2019 um 18:00 Uhr in Le Havre \| \| Zuschauer: 11.814 \| \| Schiedsrichterin: Edina Alves Batista ( Brasilien) \| \| Spielbericht \| | Spanien | Aufstellung VR China gegen Spanien |
| VR China                                           | Peng Shimeng – Han Peng, Wu Haiyan , Lin Yuping, Liu Shanshan – Wang Shuang (55. Li Wen), Zhang Rui, Wang Yan, Gu Yasha (87. Yao Wei) – Wang Shanshan (46. Yang Li), Li Ying Cheftrainerin: Jia Xiuquan | Sandra Paños – Leila Ouahabi, María León, Irene Paredes , Marta Corredera – Mariona Caldentey (46. Andrea Falcón), Virginia Torrecilla, Patricia Guijarro, Lucía García (86. Celia Jiménez) – Nahikari García (67. Alexia Putellas), Jennifer Hermoso Cheftrainer: Jorge Vilda | Spanien | Aufstellung VR China gegen Spanien |
| VR China                                           | Li Wen (63.) | | Spanien | Aufstellung VR China gegen Spanien |
| VR China                                           | Spieler des Spiels: Peng Shimeng (VR China) | | Spanien | Aufstellung VR China gegen Spanien |
| 3. Spieltag                                        | | |         |                                    |
| 17. Juni 2019 um 18:00 Uhr in Le Havre             | | |         |                                    |
| Zuschauer: 11.814                                  | | |         |                                    |
| Schiedsrichterin: Edina Alves Batista ( Brasilien) | | |         |                                    |
| Spielbericht                                       | | |         |                                    |